# Sachal Vasandani
Sachal Vasandani (* 1978 in Chicago) ist ein US-amerikanischer Jazzsänger.

## Leben und Wirken
Vasandani wuchs in einer musikliebenden Familie auf. Er studierte Wirtschaftswissenschaften an der University of Michigan, wo er 1999 seinen Master machte, aber auch Musikunterricht nahm und im Down Beat als „Collegiate Jazz Vocalist of the Year“ gewürdigt wurde. Dann zog er nach New York City, wo er zeitweise als Investmentbanker arbeitete. Er sang mit dem Lincoln Center Jazz Orchestra unter Wynton Marsalis und veröffentlichte 2007 sein Debütalbum Eyes Wide Open (Mack Avenue Records), dem 2009 We Move und 2011 Hi-Fly folgten (alle bei Mack Avenue), produziert von John Clayton. Auf Hi-Fly singt er teilweise mit Jon Hendricks und ist mit eigenen Songs vertreten. 
Vasandanis zweites Album wurde von der Kritik etwa in der New York Times gelobt und führte zu Touren in den USA und Europa (auch in der Schweiz, Deutschland und Russland) 2009. Auch das dritte Album fand positive Beachtung. Er arbeitete auch mit Pyeng Threadgill, Gerald Clayton (Life Forum), Andy Bragen/John Ellis (Mobro) und Sean Jones (Kaleidoskope). 2021 legte Vasandani mit dem Pianisten Romain Collin das Duoalbum Midnight Shelter (Edition Records) vor, das 2021 bei BR-Klassik als „Jazz-CD des Monats“ präsentiert wurde. 2022 folgte das Album Still Life, abermals eingespielt mit Romain Collin.
2010 gewann er die Kritikerumfrage des Down Beat in der Rising-Star-Kategorie als Sänger.